# Грей, Чарльз, 1-й граф Грей
Чарльз Грей, 1-й граф Грей (англ. Charles Grey, 1st Earl Grey; ок. 23 октября 1729 — 14 ноября 1807) — генерал британской армии из семьи Грей. Сыграл важную роль в Семилетней войне (1756—1763), Войне за независимость в США (1775—1783) и в войнах против революционной Франции (1792—1802).

## Ранняя жизнь
Родился в родовом поместье Хоуик-Холл, в 30 милях к северу от Ньюкасл-апон-Тайн. Точная дата его рождения неизвестна, но он был крещен 23 октября 1729 года, поэтому, вероятно, родился в октябре. Третий сын сэра Генри Грея, 1-го баронета из Хоуика (1691—1749) и его жены Ханны Вуд (? — 1764), дочери Томаса Вуда.

## Военная карьера
В 1744 году при финансовой помощи своего отца Чарльз Грей приобрел звание прапорщика в 6-м пехотном полку. Он отправился в Шотландию с 6-м полком, чтобы подавить восстание якобитов в 1745 году. После победы там 6-й полк находился несколько лет в Гибралтаре. В декабре 1752 года он получил чин поручика 6-го полка. В марте 1755 года он сформировал новую роту и стал её капитаном. Два месяца спустя он получил звание капитана 20-го пехотного полка, в котором Джеймс Вольф служил подполковником. В 1757 году, находясь с полком Вольфа, он участвовал в неудачной атаке на французский порт Рошфор.

## Семилетняя война
В Семилетней войне он служил адъютантом в штабе герцога Фердинанда Брауншвейгского и 1 августа 1759 года был ранен в битве при Миндене. 14 октября 1760 года он командовалротой в битве при Кампене, где вторично был ранен. В 1761 году в чине подполковника 98-го пехотного полка он участвовал в захвате Бель-Иля у берегов Бретани. Затем он принимал участие в битве при Гаване в 1762 году. Позже он состоял в штабе Вильгельма, графа Шаумбург-Липпе, во время испанского вторжения в Португалию (1762 г.). В 1763 году он вышел в отставку, но в 1772 году получил чин полковника и служил адъютантом короля Георга III.

## Американская война за независимость
Во время американской войны за независимость Чарльз Грей был одним из наиболее успешных армейских лидеров. Он быстро получил повышение, в 1777 году стал генерал-майором и командовал 3-й бригадой в битве при Брендивайне. Он получил прозвище «Безкремневый Грей» после битвы при Паоли в той же кампании, когда, как говорят, чтобы обеспечить внезапность ночной атаки на американский лагерь, он приказал пехоте вынуть кремни из мушкетов и использовать только свои штыки. Фактически он лишь приказал разряжать мушкеты. Он снова командовал 3-й бригадой в битвах при Джермантауне и Монмуте. Сразу после своего отступления в битве при Монмуте американский генерал Чарльз Ли извинился, пожаловавшись, что он непосредственно столкнулся с наступающей 3-й бригадой Чарльза Грея, предполагая, что на этом этапе войны граф был противником, которого боялись и уважали.
В 1778 году он возглавил набеги на Нью-Бедфорд 5-6 сентября, уничтожив почти все суда и сжег двадцать магазинов и двадцать два дома в городе, а также Мартас-Винъярд, где между 10 и 15 сентября британцы угнали весь домашний скот. 27 сентября 1778 года Чарльз Грей использовал те же методы, что и в битве при Паоли, во время ночной атаки на Олд-Таппан, штат Нью-Джерси, которая стала известна как резня в Бэйлоре. Он был отозван в Англию и стал кавалером Ордена Бани и получил звание генерал-лейтенанта. Позднее он был назначен главнокомандующим британскими войсками в Америке, но боевые действия закончились прежде, чем он смог принять командование.

## Французские революционные войны
В начале французских революционных войн в 1793 году сэр Чарльз Грей был назначен командующим Вест-Индской экспедицией. Однако сначала он отправился в Остенде, чтобы принять участие в освобождении Ньюпорта в Бельгии. В начале 1794 года он и адмирал сэр Джон Джервис возглавили британские войска для захвата Мартиники. Кампания длилась около шести недель: 22 марта британцы захватили форт Рояль и форт Сент-Луис, а два дня спустя — форт Бурбон. Затем британцы оккупировали Мартинику до тех пор, пока Амьенский договор не вернул остров французам в 1802 году. В 1794 году Чарльз Грей участвовал во вторжении в Гваделупу. В 1797—1807 годах генерал Чарльз Грей занимал должность губернатора Гернси.

## Пэрство
В конце 1794 года он вернулся в Англию. С 1798 по 1799 год он служил командующим Южным округом и вышел в отставку в 1799 году. В знак признания его заслуг в январе 1801 года ему был пожалован титул барона Грея из Хоуика в графстве Нортамберленд. В 1806 году ему был присвоен титулы графа Грея и виконта Хоуика в графстве Нортамберленд. Он умер в следующем году в возрасте 78 лет.

## Семья
8 июня 1762 года Чарльз Грей женился на Элизабет Грей (1744 — 26 мая 1822), дочери Джорджа Грея из Саутвика (1713—1746). Их дети:
- Чарльз Грей, 2-й граф Грей (13 марта 1764 — 17 июля 1845), премьер-министр Великобритании, женился на Мэри Элизабет Понсонби.
- Сэр Джордж Грей, 1-й баронет (10 октября 1767 — 3 октября 1828), флагманский капитан под командованием адмирала Джона Джервиса, флагманский капитан королевской яхты короля Георга III (1801-04), женился на Мэри Уитбред, дочери Сэмюэля Уитбреда (1720—1796).
- Сэр Генри Джордж Грей (25 октября 1766 — 11 января 1845), полковник 13-го полка легких драгун, женившийся на Шарлотте Де Воэ (1789—1882).
- Леди Элизабет Грей (7 апреля 1765 — 28 ноября 1846), вышла замуж за члена парламента Сэмюэля Уитбреда.
- Подполковник Уильям Грей (20 октября 1777 — 10 августа 1817), женился на Марии Ширрефф.
- Эдвард Грей (25 марта 1782 — 24 июля 1837), епископ Херефордский, женился сначала на Шарлотте Элизабет Крофт, вторым браком — на Элизабет Адэр, а третьих браком — на Элизе Иннес.
- Леди Ханна Алтея Грей (1785 — 28 июля 1832), вышла замуж сначала за Джорджа Эдмунда Байрона Беттсворта, а затем за члена парламента Эдварда Эллиса[6].